# Hussein Fatal
Bruce Edward Washington, Jr. (3 aprilie 1977– 10 iulie 2015),, cunoscut după numele de scenă, Hussein Fatal, a fost un rapper american și membru al grupului Outlawz. A fost cunoscut pentru colaborarea cu Tupac Shakur.

## Legături externe
- Official Website Arhivat în 26 martie 2012, la Wayback Machine.
- Hussein Fatal pe Facebook
- Hussein Fatal pe Twitter
- Hussein Fatal's channel pe YouTube
- Hussein Fatal discografia la Discogs
- Hussein Fatal la Internet Movie Database